# بروك ووكر
بروك ووكر (25 مارس 1977 بأوكلاند في نيوزيلندا - ) (بالإنجليزية: Brooke Walker)‏ هو لاعب كريكت نيوزلندي. شارك مع منتخب نيوزيلندا الوطني للكريكت.

## وصلات خارجية
- بروك ووكر على موقع إي آس بي آن كريك إنفو (الإنجليزية)
- بروك ووكر على موقع اللجنة الأولمبية الأسترالية (الإنجليزية)